# Shadow library
Shadow library (em português, 'biblioteca-sombra') são bancos de dados online que disponibilizam conteúdo autoral acessível ou inacessível e, por vezes, conteúdo confidencial, todos de forma gratuita. Esses bancos de dados podem estar inacessíveis por uma série de razões, incluindo o uso de paywalls (acesso pago), controles de copyright ou outras barreiras à acessibilidade colocadas sobre o conteúdo por seus proprietários originais. Bibliotecas de sombra geralmente consistem em informações textuais, mas também podem incluir outras mídias digitais, como software, música ou filmes. Bibliotecas de sombra são exemplos quase onipresentes de violação de direitos autorais em grande escala.
Exemplos de bibliotecas como essa incluem Library Genesis, Z-Library e Sci-Hub, que são bibliotecas de artigos acadêmicos populares. Scorser é uma biblioteca para partituras musicais.

## Motivação
Uma das principais motivações por trás da criação de bibliotecas-sombra é disseminar massivamente o conteúdo acadêmico, especialmente artigos de jornais acadêmicos. A literatura acadêmica tornou-se cada vez mais cara à medida que os custos de acesso às informações criadas por acadêmicos aumentaram dramaticamente nos últimos anos, especialmente os custos dos livros.
Por outro lado, a mesma motivação por trás da crise das séries também deu origem a um movimento político internacional concertado para tornar o conhecimento acadêmico gratuito ou muito barato, conhecido como movimento  Acesso aberto. O movimento de Acesso Aberto se esforça para estabelecer jornais de acesso livre (conhecidos como jornais de acesso aberto) e repositórios de acesso livre de artigos de jornais acadêmicos publicados em outros lugares. No entanto, muitos jornais de acesso aberto exigem que os acadêmicos paguem taxas para serem publicados em um jornal de acesso aberto, o que desincentiva os acadêmicos de publicarem em tais jornais.
Um motivador terciário para o estabelecimento de bibliotecas paralelas é o endosso tácito de muitos acadêmicos a tais esforços. Os acadêmicos raramente (ou nunca) são remunerados pelos editores por seu trabalho, independentemente de seu trabalho ser publicado em um jornal de acesso aberto ou de preço convencional. Portanto, agora há pouco incentivo para os acadêmicos rejeitarem as bibliotecas paralelas. Além disso, as bibliotecas-sombra na verdade aumentam muito o impacto dos acadêmicos cujo trabalho está disponível nas bibliotecas-sombra: de acordo com um estudo da Cornell University, os artigos que estão no Sci-hub recebem 1,72 vezes mais citações do que os artigos de jornais de qualidade semelhante não disponível no Sci-hub.

## Estatuto legal
Quase todo o conteúdo hospedado por bibliotecas sombra é hospedado sem o consentimento dos proprietários originais do material. Isso torna a maioria das bibliotecas shadow ilegais; no entanto, como os pesquisadores não são obrigados a divulgar os meios pelos quais acessam o material acadêmico, é difícil monitorar o uso de trabalhos acadêmicos acessados ilegalmente.
A legalidade de direcionar indivíduos para bibliotecas paralelas é amplamente indeterminada. Atualmente, não há consenso entre as autoridades legais dos Estados Unidos e da Europa sobre até que ponto a publicidade de bibliotecas-sombra constitui um crime. Atualmente, não há casos resolvidos determinando se é permitido por acadêmicos fornecer links diretos para bibliotecas paralelas, embora ameaças de ações judiciais por editoras acadêmicas em relação a tais referências tenham ocorrido em incidentes isolados. Ações legais contra pesquisadores continuam incomuns.
Embora a maioria dos editores acadêmicos não sejam penalizados por publicar seus trabalhos de forma independente e livre (portanto, evitando a necessidade de bibliotecas paralelas em primeiro lugar), há relatos de editores acadêmicos ameaçando tais acadêmicos com ações legais.